# ناحیه بوردمن، میشیگان
ناحیه بوردمن (به انگلیسی: Boardman Township) یک منطقهٔ مسکونی در ایالات متحده آمریکا است که در شهرستان کالکاسکا، میشیگان واقع شده‌است.
 ناحیه بوردمن  ۱٬۵۳۰ نفر جمعیت دارد و ۳۰۸ متر بالاتر از سطح دریا واقع شده‌است.